# Besma brea
Besma brea là một loài bướm đêm trong họ Geometridae.